# Goljam Rezen
Goljam Rezen är en bergstopp i Bulgarien. Den ligger i regionen Sofija-grad, i den västra delen av landet, 15 km söder om huvudstaden Sofia. Toppen på Goljam Rezen är 2 277 meter över havet.